# Tsigdém Asáfoglou
Tsigdém Asáfoglou (grec moderne : Τσιγδέμ Ασάφογλου, turc : Çiğdem Asafoğlu), née le 17 novembre 1987 à Xánthi, est une femme politique grecque, d'origine turque.

## Biographie
Elle a étudié à l'école primaire de Limachers et au 1er lycée d'État de Xanthi. Elle a terminé ses études universitaires au Département de philosophie et de pédagogie de l'Université Aristote de Thessalonique. Après avoir travaillé activement pendant 3 ans en tant que membre du parti Komma Isotitas, Irinis ke Filias (FEP), elle a été élue présidente du congrès du parti le 5 janvier 2019.